# Santa Fé de Minas (kommun)
Santa Fé de Minas är en kommun i Brasilien.   Den ligger i delstaten Minas Gerais, i den sydöstra delen av landet, 270 km öster om huvudstaden Brasília. Antalet invånare är 3 979.
Följande samhällen finns i Santa Fé de Minas:
- Santa Fé de Minas

Omgivningarna runt Santa Fé de Minas är huvudsakligen savann. Trakten runt Santa Fé de Minas är nära nog obefolkad, med mindre än två invånare per kvadratkilometer.